# Igneocnemis calceata
Igneocnemis calceata – gatunek ważki z rodziny pióronogowatych (Platycnemididae). Endemit Filipin, stwierdzony na wyspach Dinagat i Panaon.